# Влосанка
Влосанка (пол. Włosanka (dopływ Skawinki)) — річка в Польщі, у Краківському повіті Малопольського воєводства. Права притока Скавинки, (басейн Балтійського моря).

## Опис
Довжина річки приблизно 5,28 км, найкоротша відстань між витоком і гирлом — 4,0  км, коефіцієнт звивистості річки — 1,32 . Формується безіменними струмками.

## Розташування
Бере початок на південно-західній околиці села Могіляни на висоті 327 м (гміна Могіляни). Тече переважно на південний захід і у селі Радзішув впадає у річку Скавинку, праву притоку Вісли.